# Sara Persson (Badminton)
Sara Lisa Sofia Persson (* 23. September 1980 in Danderyd; verheiratete Sara Karttunen) ist eine schwedische Badmintonspielerin. Sie ist die Schwester von Johanna Persson.

## Karriere
Sara Persson nahm 2008 im Dameneinzel an Olympia teil. Sie verlor dabei gleich in Runde eins und wurde somit 33. in der Endabrechnung. 2005, 2007 und 2008 wurde sie schwedische Meisterin. 2006 war sie bei den Norwegian International, Italian International und Irish Open erfolgreich.

## Sportliche Erfolge
| Saison    | Veranstaltung                     | Disziplin   | Platz | Name                                                          |
| --------- | --------------------------------- | ----------- | ----- | ------------------------------------------------------------- |
| 1993/1994 | Schweden: Einzelmeisterschaft U15 | Mixed       | 1     | Daniel Glaser / Sara Persson (Täby BMF)                       |
| 1994/1995 | Schweden: Einzelmeisterschaft U15 | Damendoppel | 1     | Elin Bergblom / Sara Persson (Täby BMF)                       |
| 1994/1995 | Schweden: Einzelmeisterschaft U15 | Dameneinzel | 1     | Sara Persson (Täby BMF)                                       |
| 1996/1997 | Schweden: Einzelmeisterschaft U17 | Damendoppel | 1     | Sara Persson / Sandra Tholinsson (Täby BMF / Askim BC)        |
| 1996/1997 | Schweden: Einzelmeisterschaft U17 | Mixed       | 1     | Martin Johansson / Sara Persson (Wätterstad / Täby BMF)       |
| 1997/1998 | Schweden: Einzelmeisterschaft U19 | Dameneinzel | 1     | Sara Persson (Täby BMF)                                       |
| 1998/1999 | Schweden: Einzelmeisterschaft U19 | Dameneinzel | 1     | Sara Persson (Täby BMF)                                       |
| 1998/1999 | Schweden: Einzelmeisterschaft U22 | Dameneinzel | 1     | Sara Persson (Täby BMF)                                       |
| 1998/1999 | Schweden: Einzelmeisterschaft U19 | Damendoppel | 1     | Sara Persson / Sandra Tholinsson (Täby BMF / Västra Frölunda) |
| 1999/2000 | Schweden: Einzelmeisterschaft U22 | Dameneinzel | 1     | Sara Persson (Täby BMF)                                       |
| 2000/2001 | Schweden: Einzelmeisterschaft U22 | Dameneinzel | 1     | Sara Persson (Täby BMF)                                       |
| 2001/2002 | Schweden: Einzelmeisterschaft U15 | Damendoppel | 1     | Emma Wengberg / Sara Persson (BK Aura)                        |
| 2001/2002 | Schweden: Einzelmeisterschaft U22 | Dameneinzel | 1     | Sara Persson (Täby BMF)                                       |
| 2001      | Welsh International               | Dameneinzel | 3     | Sara Persson                                                  |
| 2001/2002 | Schweden: Einzelmeisterschaft     | Dameneinzel | 1     | Sara Persson (Täby BMF)                                       |
| 2002      | Austrian International            | Dameneinzel | 1     | Sara Persson                                                  |
| 2002      | Spanish International             | Damendoppel | 1     | Sara Persson / Elin Bergblom                                  |
| 2002      | Czech International               | Dameneinzel | 1     | Sara Persson                                                  |
| 2002      | Spanish International             | Dameneinzel | 1     | Sara Persson                                                  |
| 2003/2004 | Schweden: Einzelmeisterschaft U17 | Damendoppel | 1     | Nicole Clern / Sara Persson (Oxie / BK Aura)                  |
| 2004      | Dutch International               | Dameneinzel | 2     | Sara Persson                                                  |
| 2004/2005 | Schweden: Einzelmeisterschaft     | Dameneinzel | 1     | Sara Persson (Täby BMF)                                       |
| 2005      | Iceland International             | Dameneinzel | 1     | Sara Persson                                                  |
| 2005      | Swedish International Stockholm   | Dameneinzel | 2     | Sara Persson                                                  |
| 2005/2006 | Schweden: Einzelmeisterschaft     | Dameneinzel | 1     | Sara Persson (GBK)                                            |
| 2005/2006 | Schweden: Einzelmeisterschaft U19 | Damendoppel | 1     | Sara Persson / Emma Wengberg (BMK Aura)                       |
| 2006      | Irish Open                        | Dameneinzel | 1     | Sara Persson                                                  |
| 2006      | Norwegian International           | Dameneinzel | 1     | Sara Persson                                                  |
| 2006      | Italian International             | Dameneinzel | 1     | Sara Persson                                                  |
| 2006/2007 | Schweden: Einzelmeisterschaft     | Dameneinzel | 1     | Sara Persson (GBK)                                            |
| 2007/2008 | Schweden: Einzelmeisterschaft     | Dameneinzel | 1     | Sara Persson (GBK)                                            |
| 2008      | Olympia                           | Dameneinzel | 33    | Sara Persson                                                  |